# 統領政府
統領政府（とうりょうせいふ、フランス語: Consulat、執政政府とも）は、ブリュメール18日のクーデターで総裁政府が倒された1799年から第一帝政が成立した1804年までのフランスの政府である。ひいては、フランス史における当該時代を指して統領政府期（執政政府期）ともいう。

## 概要
この間、第一統領（第一執政）ナポレオン・ボナパルトは、自らを国家元首と宣言こそしなかったものの、共和政フランスの首脳としての地位を固め、同国政治の保守化・権威主義化・専制化・中央集権化を進めた。もっとも、この間に後世に残る諸制度が確立されたことから、歴史家のRobert B. Holtmanは当時を「全フランス史における最も重要な時代の一つ」と評している。
総裁政府が廃止した間接税を復活した。1800年にフランス銀行を設立して国債利子を正貨で支払うようになった。1803年、金銀複本位制に復帰した。

## 総裁政府の崩壊
1798年と1799年のフランス軍の惨敗により総裁政府は動揺し、ついに崩壊することとなった。エマニュエル＝ジョゼフ・シエイエスがポール・バラスの協力を得て他の現職総裁を厄介払いすることに成功した1799年6月18日（共和暦7年プレリアール30日）をもって総裁政府の崩壊の始まりとする歴史家もいる。この日、ジャン＝バティスト・トレヤールの総裁選挙上の不正が明らかになったことで、トレヤールが総裁から辞任してルイ＝ジェローム・ゴイエが後任総裁となったうえ、フィリップ＝アントワーヌ・メルラン・ド・ドゥーエーとルイ＝マリー・ド・ラ・ルヴェリエール＝レポーも総裁からの辞任を余儀なくされてジャン＝フランソワ＝オーギュスト・ムーラン男爵とロジェ・デュコが後任総裁となったが、3人の新総裁はほとんど有名無実であった。
戦局の悪化、フランス南部における王党派の反乱、西部諸州（主にブルターニュ、メーヌ果てはノルマンディー）におけるふくろう党の反乱、オルレアニストの陰謀等により窮地に立たされた総裁政府は、社会不安を鎮静化して国境防衛に当たるため、フランス革命期の恐怖政治における常套手段よりも過酷な措置（強制借款法・人質法等）をとらざるをえなくなった。シエイエス率いる新総裁政府は、来るべき憲法改正において「頭」（シエイエス自身）と「剣」（懐刀となる将軍）の確立を要求しようと決定した。シエイエスは、ジャン・ヴィクトル・マリー・モローが「剣」にならないので、バルテルミー・カトリーヌ・ジュベールをこれに目していたが、ジュベールがノーヴィの戦い（1799年8月15日）で戦死すると、ナポレオン・ボナパルト将軍に白羽の矢が立った。
ギヨーム＝マリ＝アンヌ・ブリューヌとアンドレ・マッセナがベルヘンとチューリッヒの戦いで勝利し、第二次対仏大同盟連合軍がヴァルミーの戦い直後の戦線に踏みとどまっていたにもかかわらず、総裁政府はその命運を持ち直すことができなかった。ルイ＝ラザール・オッシュの死後（1797年）軍内で1人頭角を現し、東方遠征における勝利で名声を挙げていたナポレオンが突如フレジュスに上陸したのである。
1799年7月、政府は恐怖政治を真似て富裕層に大増税か国債購入かの選択を迫り1億リーブルを起債した。共和暦8年ブリュメール18日のクーデター（1799年11月9日）において、ナポレオンはフランスの議会と軍の権力を一挙両得し、総裁政府の現職総裁を辞任させた。ブリュメール19日（1799年11月10日）の夜に元老会の残党が共和暦3年憲法を廃止したうえ、共和暦8年憲法により統領政府の政体を定め、ナポレオンを支持してクーデターを承認した。

## 新政府
当初、ブリュメール18日のクーデターの勝者はナポレオンではなくシエイエスとみられていた。シエイエスは共和国政府の新体制の提唱者であり、このクーデターによりこの新体制が敷かれるとみられていたのである。巧妙なナポレオンは、シエイエスの提案に対抗してピエール・クロード・フランソワ・ドヌーに新案を提唱させ、両案の対立から漁夫の利を得ようとした。
新政府は、法案の起草を任務とする国務院（Conseil d'État）、専ら法案の審議を任務としてその採決はしない護民院（Tribunat）、専ら法案の採決を任務としてその審議はしない立法院（Corps législatif）という3つの議会から構成された。普通選挙は維持されたが、間接選挙により名士名簿が作成され、この名簿の中から護憲元老院（Sénat conservateur）が議員を選任する制度がとられて骨抜きにされた。行政権は任期10年の統領3人に帰属した。
ナポレオンは、1人の大選挙者（Grand Électeur）を行政の最高権力者にして国家元首とするシエイエスの原案を拒否した。シエイエスは自らがこの要職に就くつもりであったが、ナポレオンはシエイエスを閑職に追いやることで自らが就任する統領の職権強化を進めた。ナポレオンも単に対等な三頭政治の一頭でいることに満足しておらず、年々第一統領としての権力を強化することで、他の2人の統領ジャン＝ジャック・レジ・ド・カンバセレスとシャルル＝フランソワ・ルブランらはもちろん議会も弱体化・従属化させていった。
権力強化により、ナポレオンはシエイエスの寡頭制的政体を非公然の独裁制に変質させることができた。
1800年2月7日、国民投票で新憲法が承認された。この新憲法は第一統領に全実権を掌握させ、他の2人の統領を単なる名目上の役職にとどめるものであった。公表結果によると、投票者の実に99.9%が動議に賛成した。
このほぼ満場一致という結果は明らかに疑わしいが、ナポレオンは実際に多数の投票者に人気があり、優勢な第二次対仏大同盟に対し無理でも凛々しく講和を申し入れ続けたこと、ヴァンデを速やかに平定したこと、統治・秩序・正義・節度の安定に関する弁舌をふるったこと等により、乱世の後にあって多くのフランス国民が自信を取り戻したのも確かである。いわば人々はナポレオンを見て、今一度フランスを統治する真の為政者が現れ、ついに有能な政府が政権を担当するようになったと感じたのである。

## ナポレオンの権力強化

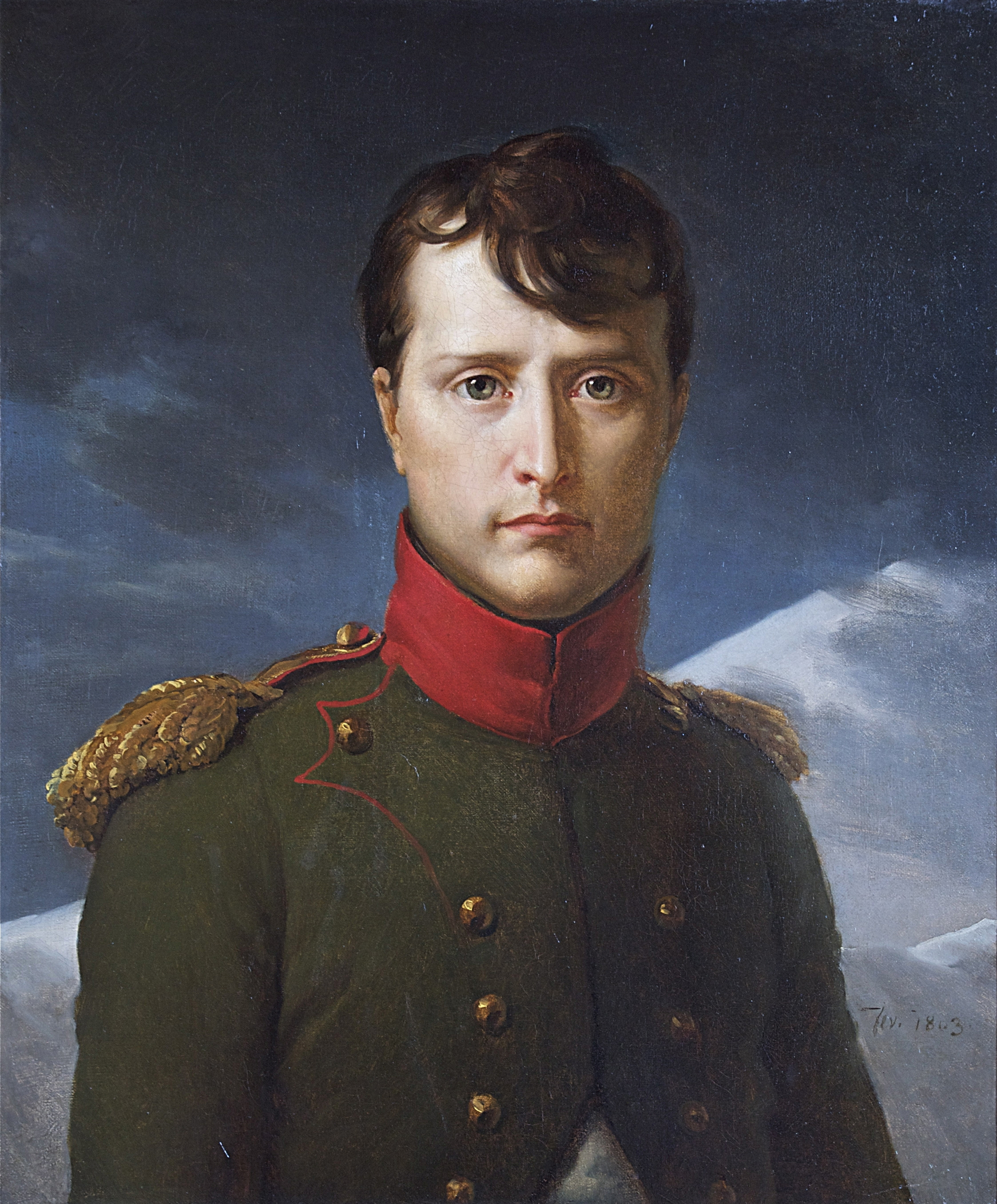
第一統領ナポレオン・ボナパルト、1803年2月、フランソワ・ジェラール画

ナポレオンは目下、シエイエス、共和国を独断専行にさせまいとする共和派、特にモロー、マッセナら軍内のライバル等を排除しなければならなかった。マレンゴの戦い（1800年6月14日）が接戦の末ルイ・シャルル・アントワーヌ・ドゼーとフランソワ・エティエンヌ・ケレルマンらの救援で逆転勝利に終わったことは、ナポレオンの人気を高め、その猜疑心を後押しする機会となった。王党派による1800年12月24日のサン＝ニケーズ街の陰謀を口実に、無実の民主的共和主義者がフランス領ギアナに流刑とされ粛清された。議会は反故にされ、元老院が憲法事項についての万能機関となった。
1801年2月、ホーエンリンデンの戦いにおけるモローの勝利により武装解除したオーストリアとの間でリュネヴィルの和約が調印されると、ヨーロッパ大陸に平和が回復し、フランスはほぼ全イタリアを保護下に置くこととなり、民法典論争における反対派指導者は議会から粛清された。1801年の協約は、教会の利権のためではなく政策的関心のもとに立案されたものであり、国民の宗教感情を満足させることで、合憲的・民衆的教会を懐柔し、農民の心をつかみ、何より王党派から最大の武器を奪うことを可能にした。その補足規定である組織条令（Articles Organiques）は、戦友や側近の目に反動と映らないよう、明文上ではなく事実上、教会を国家への服従において再興し、その財源を没収しつつ、その国教的地位を認めるものであった。
英仏にフランスの同盟国スペイン・バタヴィア共和国を加えた4か国の間でアミアンの和約（1802年3月25日）が結ばれると、万難を排して和約に調印したナポレオンには、和平実現に対する国家からの報酬として、任期10年の統領から終身統領となる口実がついに与えられた。共和暦10年憲法に始まる帝政への道を踏み出したのである。
1802年8月2日（共和暦10年テルミドール14日）、ナポレオンを終身第一統領として承認するかを問う2度目の国民投票が行われ、またもや99.8%の賛成票を獲得した。
ナポレオンは権力を強化するにつれて、アンシャン・レジームの手法を取り入れ、専政を始めた。旧王政のように、きわめて中央集権的かつ功利的な行政官僚体系を敷き、国立大学において権威主義的かつ煩瑣なスコラ学を講じるなど、再集権化を行い、国家機関・地方自治・司法制度・財政機関・金融・法典編纂・熟練労働力の伝承等に必要な財源を改組・集約化した。
ナポレオン治下のフランスは高度の安寧秩序を謳歌し、厚生水準が向上した。たびたび飢饉に悩み、光熱が不足していたパリでは、取引が盛んになって賃金が上がると同時に、食糧が安価かつ豊富になった。ジョゼフィーヌ、タリアン夫人、ジュリエット・レカミエらのサロンには、成金の豪華絢爛な顔ぶれが並んだ。
ナポレオンは国家機関を増強する中、エリート層に向けてレジオンドヌール勲章を創設し、コンコルダを締結し、間接税を復活するなど、反革命的にも見える政策も行うようになった。
ナポレオンは、政権の座にあってバンジャマン・コンスタンやスタール夫人らひときわ発言力のある批評家を放逐することで、反対勢力をほとんど弾圧することができた。サン＝ドマング出兵では共和国軍が壊滅し、かつての戦友ナポレオンに猜疑心を抱く軍首脳も絶えず続く戦争に嫌気がさして離散していったが、モローが王党派の陰謀に連座して亡命したのを最後に、ナポレオンの権威に対する大規模な挑戦はなくなった。
反対派の元老院議員や共和派の将軍らと対比して、フランス国民の多くは、粛清への恐れもあり、ナポレオンの権威に対して無批判であった。

## アンギャン公事件
ナポレオンの政権基盤がなお脆弱であったことから、フランスの王党派は、ナポレオンを拉致・暗殺すること、アンギャン公ルイ・アントワーヌ・アンリに、ルイ18世を王位に頂くブルボン復古王政の端緒となるクーデターを指導するよう要請すること等を盛り込んだ陰謀を立てた。イギリスの小ピット政権は、この王党派の陰謀に100万ポンドを資金提供し、ジョルジュ・カドゥーダルとジャン＝シャルル・ピシュグリュ将軍らの一味がイギリスからフランスへ帰国する際の輸送船（中にはジョン・ウェズリー・ライト船長の艦船もあった）も提供した。1804年1月28日、ピシュグリュはナポレオン麾下の将軍の1人でかつての部下でもあるジャン・ヴィクトル・マリー・モローと面会した。翌日、Coursonと名乗るイギリスの密使が逮捕・拷問され、ピシュグリュ、モロー、カドゥーダルらが統領政府を転覆する陰謀を企てていることを自白した。フランス政府はカドゥーダルの使用人Louis Picotを逮捕・拷問し、この陰謀の詳細を捜査した。ジョアシャン・ミュラは、ピシュグリュ、モロー逮捕の翌月までの間、午後7時から翌午前6時までパリの城門を閉鎖するよう命じた。
一連の検挙で、王党派の陰謀は、ブルボン家の御曹司でブルボン復古王政では王位継承者ともなりうるアンギャン公の積極的関与を予定したものであることが判明した。アンギャン公は当時フランスのエミグレとしてバーデン選帝侯国はフランス国境付近のエッテンハイムの借家に暮らしていたが、ナポレオン政権の外相タレーランと警察相フーシェらの「刺客はどこにでもいる」との警告もあってか、第一統領ナポレオンはアンギャン公を処刑すべきとの政治判断をするに至り、200人のフランス兵がバーデンの邸宅を包囲してアンギャン公を拉致した。
フランスへの送還中、アンギャン公は「ボナパルトもフランス国民も断じて許さない、折りさえあれば彼らに対して戦争を仕掛けてやりたい」と述べたという。
3度にわたる暗殺の陰謀に加えてストラスブールでも暴動の予備があり、ナポレオンも頭を抱えていた。ドイツの邸宅での押収物や警察当局からの資料に基づき、アンギャン公は謀反を計画した罪で告発されて軍法会議にかけられ、ヴァンセンヌで大佐7人からなる法廷の審理を受けるよう命じられた。
アンギャン公は法廷での尋問中イギリスから年に4,200ポンドの援助を受けていることを認めたが、これについて「フランス国家ではなく当家に敵対する現政権と戦うためである」と述べた。さらに「イギリス軍に出仕を申し入れたが色よい返事を得られず、さしあたり自らの出番を作るためライン川周辺で待機する必要があり、実際そうしていただけである」とも述べた。
アンギャン公は1791年10月6日の法律第2条違反、すなわち「内戦により朝憲を紊乱し、市民を武装させて他の市民又は合法的権威に敵対させることを目的とする陰謀を首謀又は共謀した者は、死刑に処する」に該当するとして有罪とされ、ヴァンセンヌ城の壕の中で処刑された。
事件はフランス国内ではほとんど波紋を呼ばなかったが、国外では波乱を呼び、ナポレオンに対して好意的ないし中立的だった者も多くは敵対的になっていった。ナポレオンは処刑を許可した重責を生涯背負い続けることとなったが、自分は結局正しいことをしたのだと信じ続けていた。

## 第一共和政の終焉
ナポレオン暗殺の陰謀は後を絶たず、ナポレオンの死後すぐに共和政が崩壊してブルボン復古王政、軍事独裁ないしジャコバン派独裁が再来するのではないかという懸念が生じ始めた。フーシェはナポレオンに、世代交代を確固たるものにし死後の政変の芽を摘むため、世襲称号を創設することを提案した。ナポレオンは当初そのような称号を認めることをためらったが、説得された末、その権力が神権によらず、人民の委託に基づくとすることを条件としてこれを認めた。
1804年5月18日、フランスを帝政に移行させナポレオンを皇帝とする議案が元老院を通過し、1804年12月2日、戴冠式が挙行され、ナポレオンはフランス皇帝に即位しフランス第一帝政が成立した。

## 統領一覧
臨時統領（1799年11月10日 – 12月12日）は以下の通り。
- ナポレオン・ボナパルト
- エマニュエル＝ジョゼフ・シエイエス
- ロジェ・デュコ

統領政府（1799年12月12日 – 1804年5月18日）の統領は以下の通り。
- 第一統領：ナポレオン・ボナパルト
- 第二統領：ジャン＝ジャック・レジ・ド・カンバセレス
- 第三統領：シャルル＝フランソワ・ルブラン

## 閣僚一覧
統領政府の閣僚は以下の通り。
| 閣僚           | 就任           | 辞任           | 氏名                                               |
| -------------- | -------------- | -------------- | -------------------------------------------------- |
| 外相           | 1799年11月11日 | 1799年11月22日 | シャルル＝フレデリック・ラインハルト               |
| 外相           | 1799年11月22日 | 1804年5月18日  | シャルル・モーリス・ド・タレーラン＝ペリゴール     |
| 法相           | 1799年11月11日 | 1799年12月25日 | ジャン＝ジャック・レジ・ド・カンバセレス           |
| 法相           | 1799年12月25日 | 1802年9月14日  | アンドレ・ジョゼフ・アブリアル                     |
| 法相           | 1802年9月14日  | 1804年5月18日  | クロード・アンブロワーズ・レニエ                   |
| 陸相           | 1799年11月11日 | 1800年4月2日   | ルイ＝アレクサンドル・ベルティエ                   |
| 陸相           | 1800年4月2日   | 1800年10月8日  | ラザール・カルノー                                 |
| 陸相           | 1800年10月8日  | 1804年5月18日  | ルイ＝アレクサンドル・ベルティエ                   |
| 財務相         | 1799年11月11日 | 1804年5月18日  | マルタン＝ミシェル＝シャルル・ゴーダン             |
| 警察相         | 1799年11月11日 | 1804年5月18日  | ジョゼフ・フーシェ                                 |
| 内相           | 1799年11月12日 | 1799年12月25日 | ピエール＝シモン・ラプラス                         |
| 内相           | 1799年12月25日 | 1801年1月21日  | リュシアン・ボナパルト                             |
| 内相           | 1801年1月21日  | 1804年5月18日  | ジャン＝アントワーヌ・シャプタル                   |
| 海軍・植民地相 | 1799年11月12日 | 1799年11月22日 | マルク＝アントワーヌ・ブールドン・ド・ヴァートリー |
| 海軍・植民地相 | 1799年11月22日 | 1801年10月3日  | ピエール＝アレクサンドル＝ローラン・フォーフェ     |
| 海軍・植民地相 | 1801年10月3日  | 1804年5月18日  | ドニ・デクレ                                       |
| 国務長官       | 1799年12月25日 | 1804年5月18日  | ユーグ＝ベルナール・マレ                           |
| 国庫相         | 1801年9月27日  | 1804年5月18日  | フランソワ・バルベ＝マルボア                       |
| 軍政相         | 1802年3月12日  | 1804年5月18日  | ジャン＝フランソワ・エメ・デジャン                 |